# توسعه رایز
توسعه رایز (انگلیسی: Rise Asset Development) شرکت خدمات مالی و سرمایه‌گذاری کانادایی است، که در سال ۲۰۰۹ تأسیس شد.